# Альбреда
Альбреда или Альбадар — историческое поселение в Гамбии на северном берегу реки Гамбия, называемое торговым постом или «крепостью рабов». Расположено около города Джуфурех в округе Северный Берег. По состоянию на 2008 год в Альбреде проживает 1776 человек.

## История
Согласно легенде народа Волоф, мурабит Муса Гайе основал поселение где-то между 1520 и 1681. Торговцы волоф называли это место остров Драга, в то время народ Мандинка называл его Албадар.
В 1681 году местный правитель Нимай Манса отдал эту землю французам, потому что его народ зависел от торговли с европейцами. Французский эксклав в этом месте никогда не был очень большим, но местоположение Альберды было неудобно для британцев, которые, в противном случае, имели монополию на торговлю рабами на реке Гамбия. Англичане к тому моменту уже обладали фортом на острове Джеймс, который находился на расстоянии менее двух миль от берега и выполнял аналогичную функцию. Между двумя державами существовала постоянная напряженность, поэтому Форт-Джеймс несколько раз переходил из рук в руки, пока в 1702 году окончательно остался под британским контролем.
Альбреда был передан Британской империи в 1857 году. Здесь есть музей о рабстве, который был открыт в 1996 году.